# Cosmoconus meridionator
Cosmoconus meridionator är en stekelart som beskrevs av Aubert 1963. Cosmoconus meridionator ingår i släktet Cosmoconus och familjen brokparasitsteklar. Arten är reproducerande i Sverige. Inga underarter finns listade i Catalogue of Life.